# تیم ملی فوتبال زیر ۲۳ سال بوتان
تیم ملی فوتبال زیر ۲۳ سال بوتان (به انگلیسی: Bhutan national under-23 football team) تیم فوتبال جوانان کشور بوتان است و زیر نظر فدراسیون فوتبال بوتان فعالیت می‌کند. این تیم نمایندهٔ بوتان در بازی‌های المپیک و بازی‌های آسیایی است.